# Округ Волворт (Висконсин)
Волворт (енгл. Walworth County) је округ у америчкој савезној држави Висконсин.

## Демографија
По попису из 2010. године број становника је 102.228, што је 8.469 (9,0%) становника више него 2000. године.
| Група             | 2000.          | 2010.          |
| Белци             | 85.428 (91,1%) | 88.690 (86,8%) |
| Афроамериканци    | 790 (0,8%)     | 980 (1,0%)     |
| Азијати           | 612 (0,7%)     | 845 (0,8%)     |
| Хиспаноамериканци | 6.136 (6,5%)   | 10.578 (10,3%) |
| Укупно            | 93.759         | 102.228        |